# Iwaczino
Iwaczino (ros. Ивачино) – wieś w Rosji, w rejonie charowskim obwodu wołogodzkiego. W 2010 r. liczyła 58 mieszkańców.